# Strada principale 5
La strada principale 5 è una delle strade principali della Svizzera.

## Percorso
La strada n. 5 è definita dai seguenti capisaldi d'itinerario: "Losanna - Yverdon - Colombier - Neuchâtel - Biel - Soletta - Olten - Aarau - Brugg - Koblenz - (Waldshut)".